# Baryceros dubiosus
Baryceros dubiosus är en stekelart som först beskrevs av Szepligeti 1916.  Baryceros dubiosus ingår i släktet Baryceros och familjen brokparasitsteklar. Inga underarter finns listade.